# Пам'ятник Хосе Хервасіо Артігасу (Вашингтон)
«Генерал Хосе Хервасіо Артігас» (ісп. General José Gervasio Artigas) — пам'ятник роботи скульпторів Хуана Мануеля Бланеса і Маріо Пайссе Реєса, присвячений Хосе Артігасу і встановлений в центрі Вашингтона — столиці США.

## Артігас та Америка

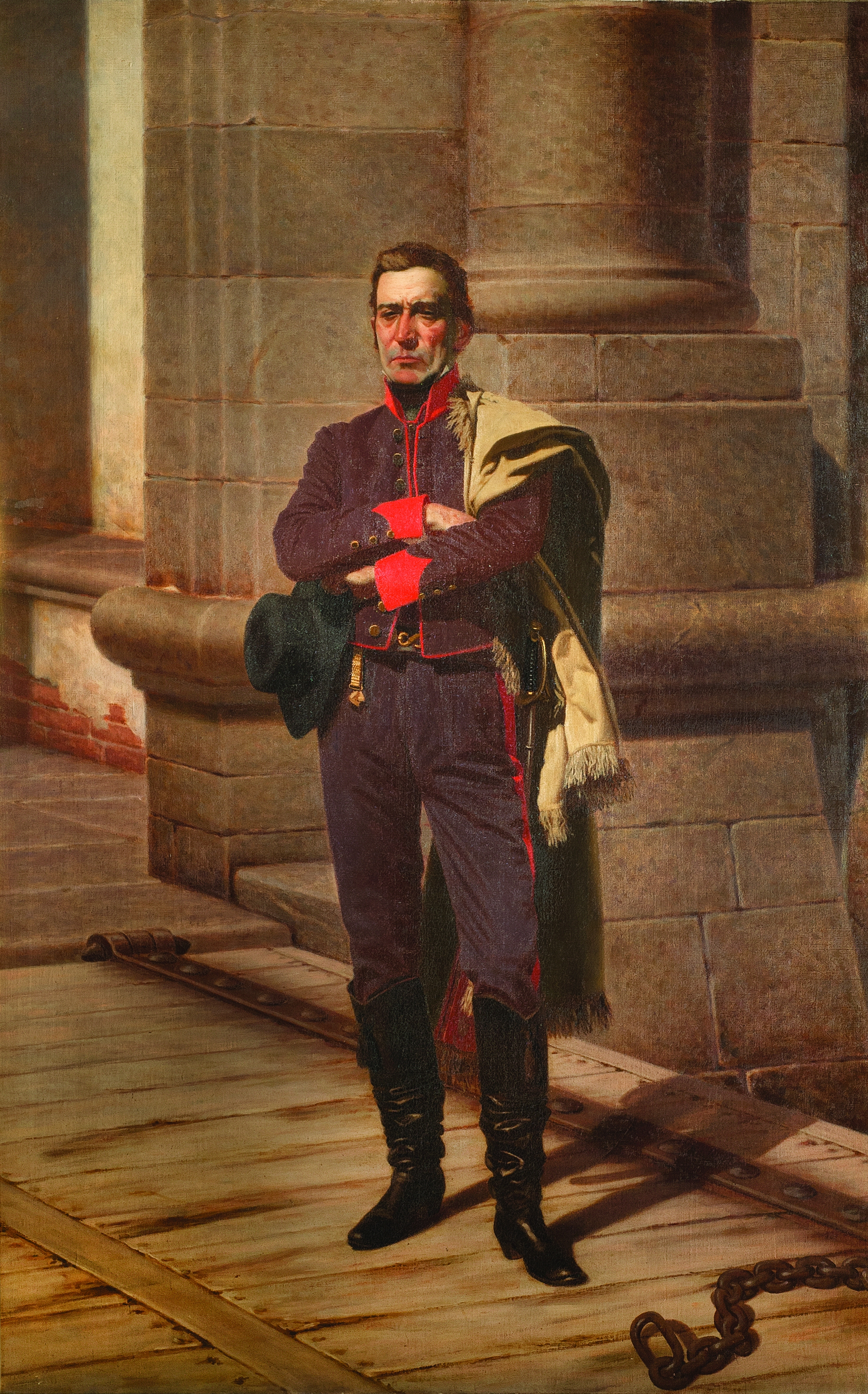
Портрет Хосе Артігаса роботи Хуана Мануеля Бланеса, 1884 рік.

Хосе Артігас (1764-1850) вважається батьком незалежності Уругваю. Народившись у креольській поміщицькій сім'ї Монтевідео, він кілька років був гаучо, серед яких, попри молодий вік, заслужив повагу за свою мужність і сильний характер. У 1797 році Артігас став полководцем корпусу бланденгес у складі іспанської армії, якому було доручено звільнити територію колоній від злочинців і контрабандистів, а в 1805 і 1807 році взяти участь у невдалому опорі британському вторгненню у Ріо-де-ла-Плата. Під час революції 1810 року Артігас вирішив запропонувати свою підтримку і військові навички хунті в Буенос-Айресі — нещодавно створеному військовому уряду, який хотів звільнити регіон від іспанського панування. Отримавши під командування невелику армію, що складалася з гаучо і добровольців, Артігас здобув першу перемогу в битві при Лас-П'єдрас 18 травня 1811 року, а потім на короткий час взяв в облогу Монтевідео. Після цього хунта ініціювала затвердження централізованого економічного і політичного контролю над всією відбитої в іспанців територією, але Артігас не погодився з цими діями, тому що думав, що кожна галузь регіону повинна бути автономною у всіх відносинах. У 1813 році він розірвав відносини з хунтою, очолив рух за незалежність Уругваю і відступив у внутрішні області країни, де був проголошений «захисником вільних народів». Перебуваючи під впливом демократичних ідей американських лідерів Джорджа Вашингтона, Томаса Джефферсона і Бенджаміна Франкліна, у 1815 році Артігас створив тимчасовий уряд, відомий як Федеральна Ліга. Однак, вже в 1820 році Артігас зазнав поразки в боротьбі з португальско-бразильською анексією Уругваю, після чого був змушений відправитися у вигнання в Парагвай. Уругвай нарешті здобув незалежність і став республікою 25 серпня 1825 року, частково завдяки початковим зусиллям Артігаса.

## Історія
У 1942 році, ще до початку Другої світової війни, уругвайський генерал Едгардо Убальдо Гента, як жест доброї волі, запропонував встановити в США копію статуї, створеної художником Хуаном Мануелем Бланес за мотивами свого портрета Артігаса, відлитим у 1898 році у Флоренції. Репліка була створена скульптором Маріо Пайссе Рейєсом і в 1942 році відлита в Монтевідео на пожертвування уругвайських школярів і асигнування Палати депутатів Уругваю. Однак скульптуру не вийшло відправити в США через військові обмеження по транспортуванню, і вона залишалася в Уругваї, поки 16 квітня 1947 генерал Гента не відправив її в США без відома американського посольства. Водночас за рішенням уряду Уругваю зі статуї Артігаса були зроблені кілька зліпків для Венесуели, Куби, Аргентини, Перу і Колумбії. 29 жовтня 1948 року Комісією з образотворчих мистецтв було дано дозвіл на зведення пам'ятника на федеральній землі США, а 25 червня 1949 Конгрес виділив 23 тисячі доларів на спорудження постаменту на місці установки статуї. Дизайн постаменту був розроблений архітектурною фірмою «Harbeson, Hough, Livingston & Larson Architects and Planners» і виконаний підрядником «Corson and Gruman Company» з каменю, поставленого компанією «John L. Goss Corporation». Пам'ятник був відкритий 19 червня 1950, а через деякий час був описаний «Save Outdoor Sculpture!».

## Розташування

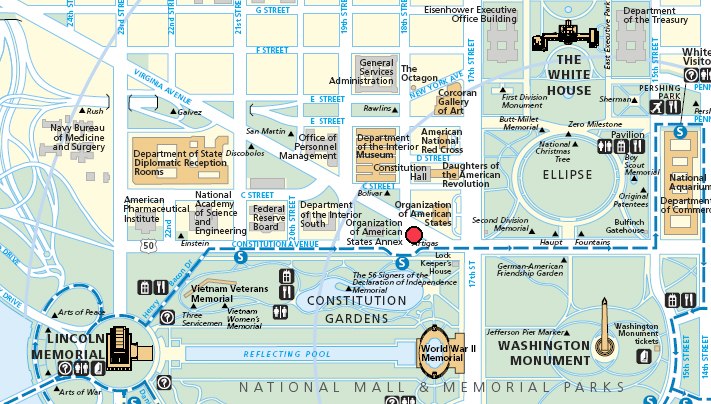
Розташування статуї Хосе Артігаса на карті Вашингтона (червона точка).

Пам'ятник знаходиться у штаб-квартири Організації американських держав, збігаючись з її будинком по дизайну, на трикутній ділянці землі на перетині Вірджинія-авеню, 18-й вулиці та Констітьюшн-авеню, поблизу станції метро «Фаррагут-Уест» у кварталі Фогг-Ботте на північному заході міста Вашингтон, бувши частиною скульптурної серії «Статуї визволителів».

## Архітектура
Бронзова статуя зображує Хосе Артігаса, який дивиться прямо перед собою стоячи з висунутою, трохи вперед, лівою ногою. Він одягнений у військову форму, що складається з: короткої куртки, застебнутого жилета і високих чоботів з китицями. Правою рукою Артігас тримає свій капелюх, а лівою — руків'я шаблі, що висить на боці. Скульптура стоїть на вершині низького квадратного постаменту з граніту. Розміри статуї складають 9 футів на 63 дюйми на 65 дюймів, а постаменту — 58 на 50 на 50 дюймів. Спереду на постаменті викарбувано напис — «ХОСЕ АРТІГАС» (англ. JOSE ARTIGAS), трохи нижче — «ВІД НАРОДУ УРУГВАЮ / НАРОДУ / СПОЛУЧЕНИХ ШТАТІВ / АМЕРИКИ» (англ. FROM THE PEOPLE OF URUGUAY / TO THE PEOPLE / OF THE UNITED STATES / OF AMERICA), а ззаду — «СВОБОДА ДЛЯ АМЕРИКИ ЦЕ МІЙ ЗАДУМ ТА ЇЇ ДОСЯГНЕННЯ МОЯ ЄДИНА МЕТА» (англ. THE LIBERTY OF AMERICA IS MY DESIGN AND ITS ATTAINMENT MY ONLY OBJECTIVE).